# Dalāk Kheyl
Dalāk Kheyl (persiska: دلاك خيل) är en ort i Iran.   Den ligger i provinsen Mazandaran, i den norra delen av landet, 170 km nordost om huvudstaden Teheran. Dalāk Kheyl ligger 181 meter över havet och antalet invånare är 199.
Terrängen runt Dalāk Kheyl är kuperad. Runt Dalāk Kheyl är det ganska tätbefolkat, med 96 invånare per kvadratkilometer. Närmaste större samhälle är Sari, 13,9 km norr om Dalāk Kheyl. I omgivningarna runt Dalāk Kheyl växer i huvudsak blandskog.